# Ормос Прину
Ормос Прину или Скала Прину (на гръцки: Όρμος Πρίνου, до 1954 година Σκάλα Μεγάλου Καζαβητίου) е село на остров Тасос в Северна Гърция.

## География
Селището е разположено на северозападото крайбрежие на острова. В превод името му означава Пристанище на Принос. 

## История
Гробищният храм на Ормос Прину и Принос „Свети Андрей“, разположен южно от Ормос Прину, е от 1899 година.
На австро-унгарската военна карта е отбелязано като Скала Касамити (Skala Kasamiti).
Селището постепенно се разраства. За пръв път влиза в преброяванията в 1920 година с 14 жители само мъже, което означава, че са пристанищни работници. В 1928 година има 76 мъже и 9 жени, от които 61 доселници.
| Година    | 1913 | 1920 | 1928 | 1940 | 1951 | 1961 | 1971 | 1981 | 1991 | 2001 | 2011 | 2021 |
| --------- | ---- | ---- | ---- | ---- | ---- | ---- | ---- | ---- | ---- | ---- | ---- | ---- |
| Население |      | 14   | 85   | 40   | 147  | 71   | 67   | 309  | 97   | 122  | 156  | 52   |